# مارتا بروکس هاچسون
مارتا بروکس هاچسون (انگلیسی: Martha Brookes Hutcheson; ۲ اکتبر ۱۸۷۱ – 1959) معمار منظر اهل ایالات متحده آمریکا بود.